# Présence internationale temporaire à Hébron

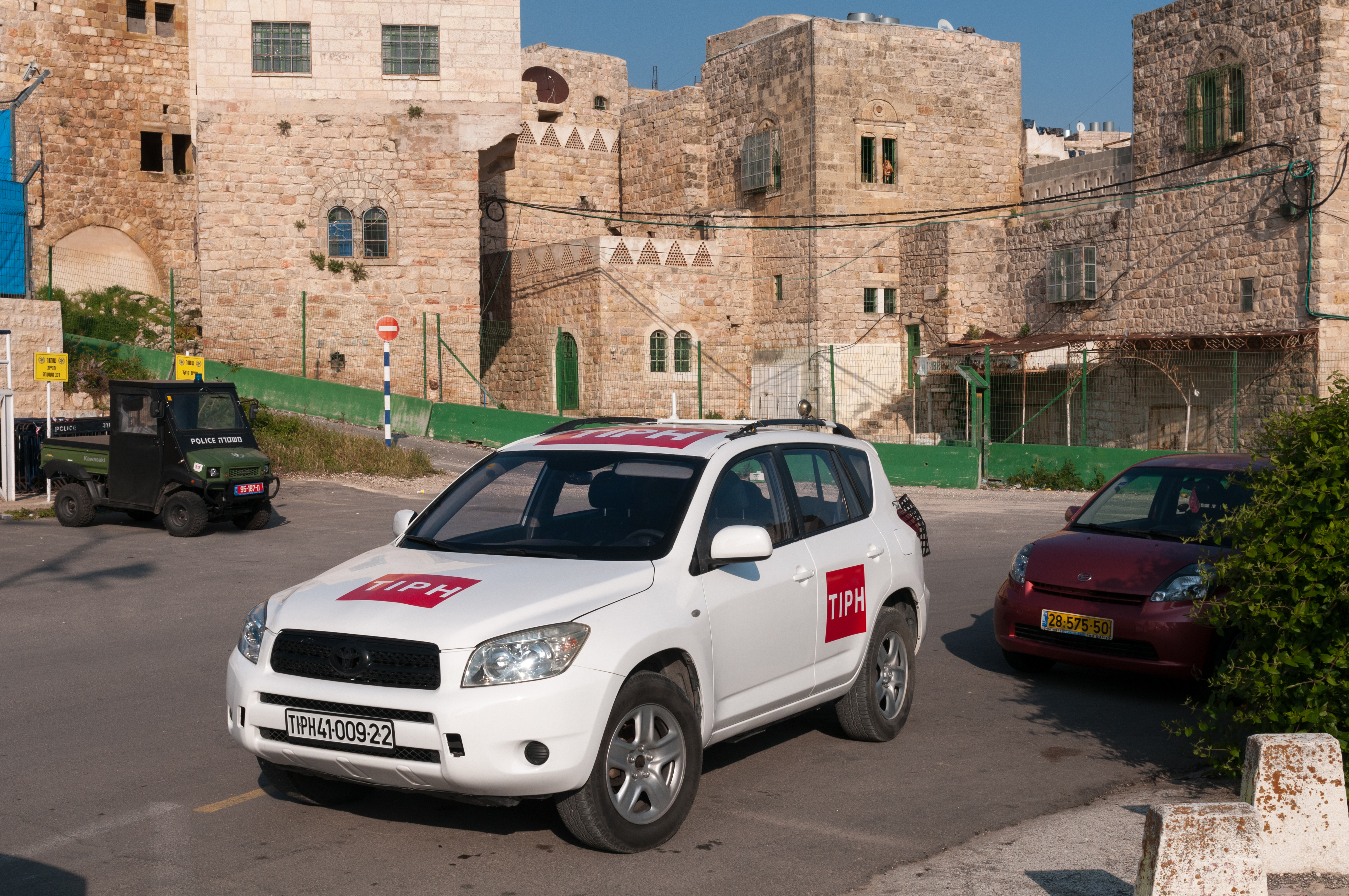
Un véhicule de la TIPH.

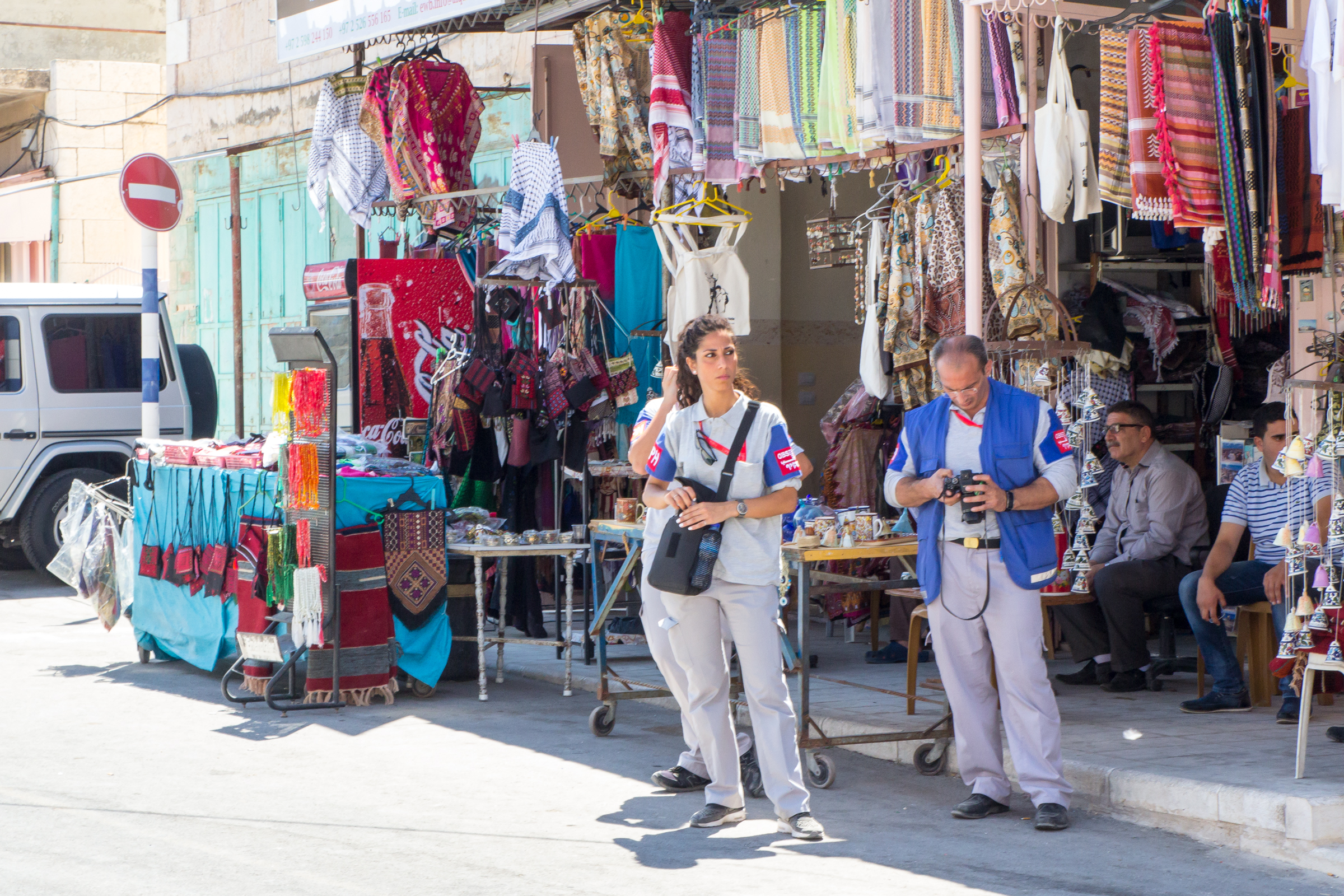
Des observateurs de la TIPH.

La Présence internationale temporaire à Hébron, ou TIPH (en anglais : The Temporary International Presence in Hebron) est une mission d'observation civile dans la cité d'Hébron en Cisjordanie, dans les Territoires palestiniens occupés. Cette mission est composée d'observateurs venant du Danemark, d'Italie, de Norvège, de Suède, de Suisse, et de Turquie.

## Histoire
La ville d'Hébron compte plus de 200 000 Palestiniens pour entre 500 et 850 colons israéliens concentrés dans et autour du vieux quartier et dont la présence est illégale aux yeux de la loi internationale bien qu'Israël nie ce fait. L'armée israélienne y a déployé une brigade d'élite (la brigade Kfir) dont un bataillon (environ 1000 hommes) stationne à Hébron,, conformément au Protocole d'Hébron.
La création du TIPH fait suite au massacre d'Hébron de 1994 lorsque Baruch Goldstein, un colon israélien membre du parti nationaliste-religieux Kach et Kahane Chai, tue 29 Palestiniens de la ville d'Hébron et en blesse 125 autres. Par la suite, 25 Palestiniens sont tués par l'armée israélienne lors d'émeutes provoquées par le massacre. Le mandat du TIPH est le résultat de négociations conduites par l'OLP et Israël entre 1994 et 1997.
La tâche principale du TIPH est de surveiller et de rapporter les incidents dans la ville et dans ce contexte « maintenir une vie normale dans la ville d'Hébron et en conséquence créer un sentiment de sécurité parmi les Palestiniens d'Hébron ». Toutefois, n'étant pas autorisés à intervenir directement dans les incidents et n'ayant pas une fonction militaire ou de police, ils restent impuissant devant la brutalité de l'occupation israélienne.
Le 26 mars 2002, un tireur palestinien cible par erreur trois observateurs de la présence internationale, dont deux sont tués. Lors de la crise internationale des caricatures de Mahomet, les membres danois de la Présence internationale temporaire à Hébron (TIPH) ont dû évacuer la ville début février 2006 par peur des représailles palestiniennes. Plusieurs manifestations avaient en effet eu lieu devant les locaux de la mission. Le 24 avril 2006, le TIPH a repris sa mission.
Le 28 janvier 2019, Benyamin Netanyahou annonce qu'Israël met fin au mandat de la TIPH. Cette décision, saluée par les colons israéliens d'Hébron, est regrettée par les ministres des cinq pays concernés qui rejettent les accusations de partialité de la mission par l'État hébreu. Le Conseil de sécurité de l'ONU, réuni le 6 février 2019 pour débattre à huis clos de la décision israélienne, n'a publié aucune déclaration en raison de l'opposition des Etats-Unis qui ont bloqué la procédure.